# Roger Raulet
Roger Raulet, né le 28 avril 1900 à Reims et mort le 7 septembre 1989 à Bourgogne (Marne), est un homme politique français.
Il est député (UNR) de la Marne de 1960 à 1967, et adjoint au maire de Reims.

## Le politique gaulliste
Dès l'après-guerre, Roger Raulet adhère au RPF, le parti gaulliste d'opposition à la IVe République.
Élu conseiller général de la Marne dans le canton de Reims-1 de 1949 à 1955, il est également conseiller municipal de Reims, et siège notamment dans les années 1960 comme maire-adjoint au sein de la majorité gaulliste, avec le maire Jean Taittinger.
Il devient député UNR de la Marne en 1960, à la suite du décès de Marcel Falala, de qui il était le suppléant. Il est élu pour un deuxième mandat en 1962, face à René Tys (PCF) avec 61,82 % des voix. Il ne se représente pas à la fin de son mandat en 1967, c'est Jean Falala, le fils de son prédécesseur qui lui succède.